# Kamen (Čajniče, BiH)
Kamen je naseljeno mjesto u općini Čajniču, Republika Srpska, BiH. Nalazi se između Luka, Borajnog i Brezovica.
Godine 1985. nije ga zahvatila preorganizacija općine Čajniče (Sl.list SRBiH, br.24/85).

## Stanovništvo
| Narod     | Popis 1961. | Popis 1971. | Popis 1981. | Popis 1991. |
| --------- | ----------- | ----------- | ----------- | ----------- |
| Hrvati    |             |             |             |             |
| Muslimani | 38          | 51          | 47          | 53          |
| Srbi      | 145         | 144         | 134         | 142         |
| ostali    |             | 2           | 6           |             |
| Ukupno    | 183         | 197         | 187         | 195         |